# Helene Sumper
Helene Sumper, née le 20 juillet 1854 à Munich et morte le 10 juin 1926  dans la même ville, est une enseignante allemande, réformatrice scolaire, militante des droits des femmes et une femme politique. Elle œuvre pour défendre le droit des filles à l'éducation et pour une réforme du système scolaire allant dans ce sens. Elle publie de nombreux articles et ouvrages sur l'éducation, y compris des manuels scolaires novateurs. En 1918/1919 elle siège au Conseil national provisoire de Bavière.

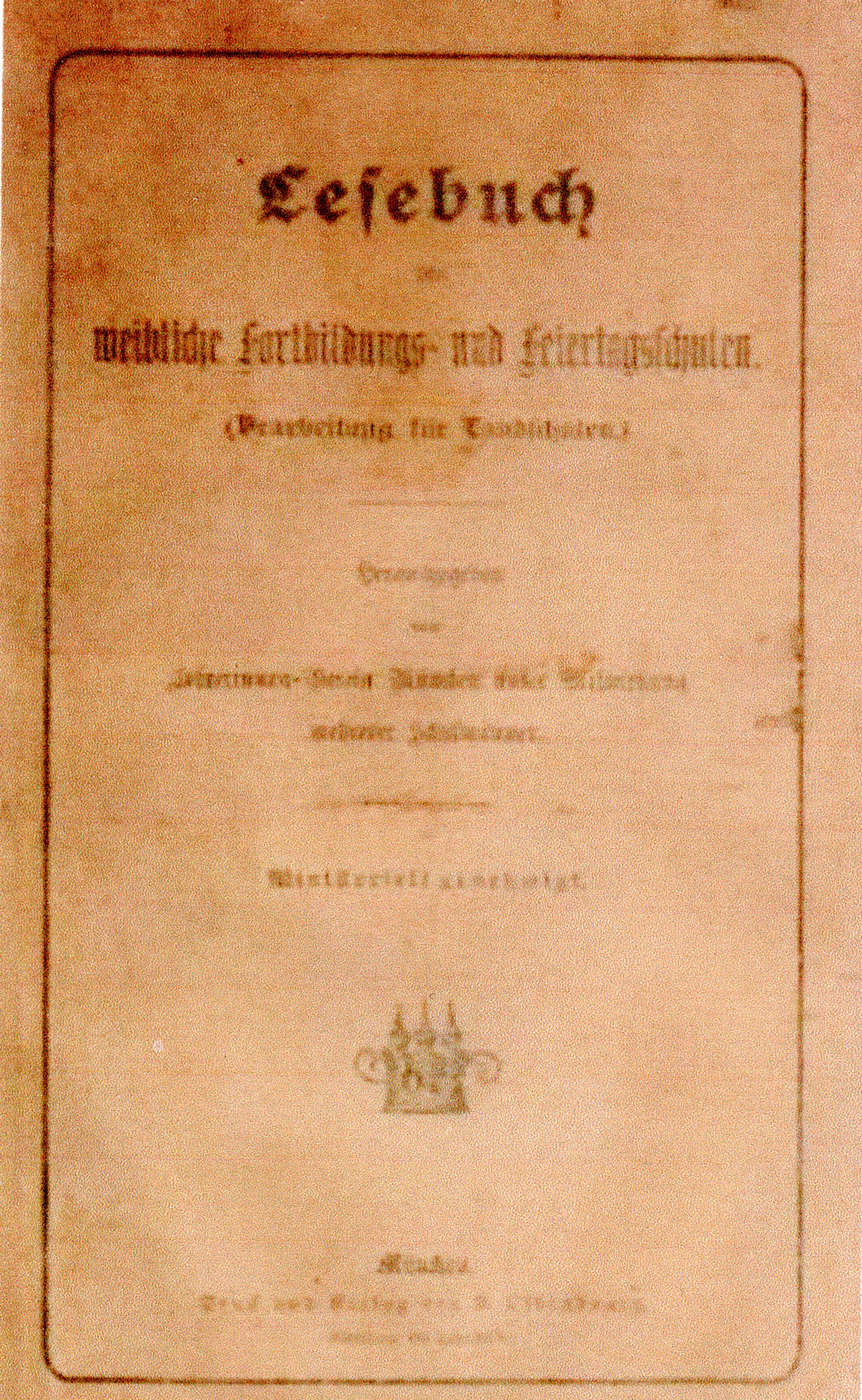
Livre de lecture pour les écoles de perfectionnement et de vacances pour femmes, archivé dans les archives d'Ida-Seele

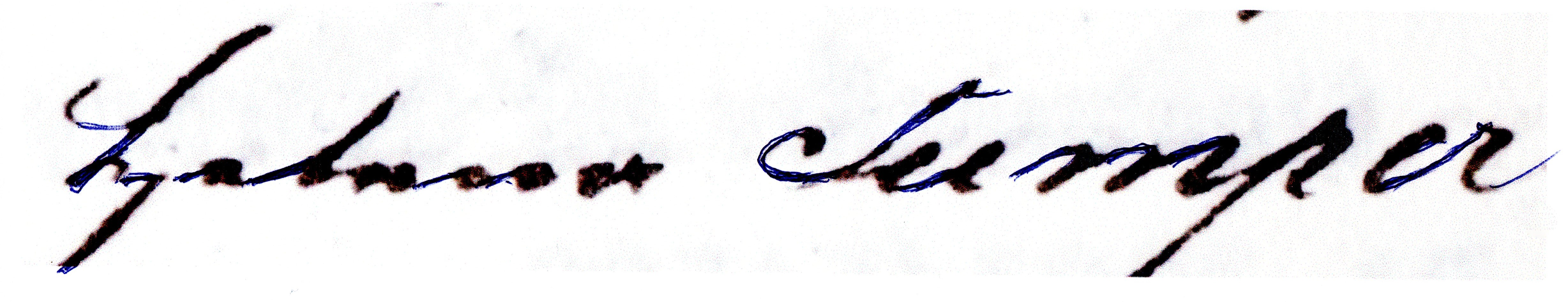
Signature d'Helene Sumper, archivée dans les archives Ida Seele

## Biographie
Helene Sumper est née le 20 juillet 1854 à Munich. Elle est la fille d'un maître boucher. Après l'école primaire, elle fréquente une école secondaire pour filles dans un couvent. Elle poursuit ensuite ses études à titre privé et suit ensuite le séminaire des enseignants de district à Munich de 1872 à 1875.
Helene Sumper travaille ensuite comme professeure assistante à Erding. En 1878, elle est transférée à Munich et devient une des premières enseignantes bavaroises à obtenir un poste permanent. Elle enseigne dans la classe de filles de 8e année pendant près de 30 ans à la Klenzeschule.
En 1895, en collaboration avec Georg Kerschensteiner, elle crée une école de perfectionnement obligatoire de trois ans pour les jeunes travailleuses, orientée vers l'économie domestique : alimentation, ménage, habillement et famille.
Elle participe à la rédaction du livre de lecture Lesebuch für weibliche Fortbildungs- und Feiertagsschulen, publié par l'Association des enseignantes allemandes en 1891.
Elle milite pour une réforme de l'éducation des filles. Le suisse E. Graf, , après un voyage d'étude en Allemagne en 1912, destiné à étudier le système d'éducation des filles, souligne le travail d'Helene Sumper pour développer des supports visuels à l'enseignement : 

« Mme Sumper, responsable de toute la classe d'économie domestique, travaille sans relâche pour développer une méthode imprégnée de l'esprit de Pestalozzi et qui réalise le principe de travail et de visualisation. En témoigne la magnifique collection d'aides visuelles créées par les enseignants et les étudiants eux-mêmes sur leur suggestion. On voit se développer l'habitat humain et l'habillement, l'éclairage, etc., les ennemis de la maison et les moyens pour leur destruction, les jouets de l'enfant, les ustensiles nécessaires aux soins des Indiens, une compilation de nourriture, etc. C'est un petit musée qui a été créé ici et qui est constamment agrandi et amélioré. »Schweizerische Lehrerinnenzeitschrift 1912/13, p. 9

En 1887, Helene Sumper fonde l'« Association des enseignantes de Munich » et en 1898 l'« Association des enseignantes de Bavière », qu'elle dirige jusqu'à sa mort. Elle est membre du Conseil d'administration de l'Association générale allemande des enseignantes ainsi que con-fondatrice et présidente de l'Association allemande des enseignantes de formation avancée et technique.
Au sein du Verein für Fraueninteressen (de) (Association pour les intérêts des femmes), elle agit en faveur de la création d'une deuxième école secondaire municipale pour filles à Munich. Helene Sumper est également active en dehors des frontières bavaroises. Elle donne de nombreuses conférences, notamment sur l'éducation des femmes et des filles et la rationalisation de l'économie domestique et publie un nombre considérable d'articles dans le Bayerische Lehrerinnenzeitung (journal des enseigates bavaroises)  et Die Lehrerin (L'enseignante).
De 1914 à 1918, elle travaille comme conseillère au ministère de la Guerre et au ministère de l'Intérieur, chargée des questions liées au travail des femmes et de la protection des nourrissons et des enfants.
Lors de la révolution de 1918, elle est nommée au « Conseil national provisoire » comme représentante de l'Association des enseignantes bavaroises. Sept autres femmes y siègent (contre 256 hommes) : Anita Augspurg, Aloisia Eberle (de) , Hedwig Kämpfer, Luise Kiesselbach (de), Emilie Mauerer (de), Rose Kempf et Maria Sturm,,.
Pendant la Première Guerre mondiale, Helene Sumper fonde un foyer d'hébergement pour accueillir les enseignantes.
A l'occasion de sa mort, Helene Lange, la grande dame du mouvement féministe allemand, écrit :

« Helene Sumper a consacré toute sa vie à la Bavière. A travers tout ce qui s'y est passé dans le domaine de l'éducation des filles, son nom, son activité court comme un fil rouge [...]. »

## Honneurs
Le foyer pour jeunes filles fondé par Helene Sumper porte aujourd'hui son nom.

## Publications
- (de) Fortbildungsschulen für Mädchen, Gera, 1899
- (de) « Fortbildungsschulen für Mädchen. Conférence à la Ve Assemblée générale de l'Association générale des professeurs d'allemand à Dantzig du 21 au 23 mai 1899 », Die Lehrerin in Schule und Haus, no 15,‎ 1898/1899, p. 918-925, 953-969
- (de) Aufgaben der Frau gegenüber dem Kinderschutze, Augsbourg, 1909
- (de) « Die soziale Bedeutung des hauswirtschaftlichten Rechnens », Frauenbildung,‎ 1909, p. 39–348
- (de) Vorbereitungen für den Haushaltungsunterricht an den 8ten Mädchenklassen und den weiblichen Fortbildungsschulen Münchens, Munich, 1913
- (de) Max Brahn et Bastian Schmid, « Der Schutz und die Pflege der weiblichen Jugend », Das neue Deutschland in Erziehung und Unterricht, no 5,‎ 1918, p. 182 et suiv.